# Lư Bãi Sư
Lư Bãi Sư (giản thể: 卢罢师; phồn thể: 盧罷師; bính âm: Lu Pishi; ? - 174 TCN), hay Lữ Bãi Sư (旅罷師), là tướng lĩnh, khai quốc công thần nhà Tây Hán trong lịch sử Trung Quốc.

## Cuộc đời
Lư Bãi Sư là hậu duệ của công tộc Khương Tề thời Xuân Thu. Cuối thời Tần, Lư Bãi Sư làm tướng quân nước Tề, dưới quyền Tề vương Điền Quảng.
Năm 203 TCN, tướng Hán là Hàn Tín đánh chiếm nước Tề, giết Tề vương Điền Quảng, xin Hán vương Lưu Bang phong bản thân làm Giả Tề vương. Lưu Bang ban đầu giận dữ, nhưng nghe theo lời khuyên của Trương Lương, Trần Bình, phong Hàn Tín làm Tề vương, đóng đô ở Lâm Truy. Lư Bãi Sư vì thế quy thuận vua mới Hàn Tín.
Năm 202 TCN, Lư Bãi Sư theo Tề vương Tín đánh Sở, tham dự trận Cai Hạ tiêu diệt Sở vương Hạng Vũ. Không lâu sau, Tề vương Tín bị tước binh quyền, Lư Bãi Sư trở thành tướng Hán.
Năm 200 TCN, Lư Bãi Sư theo đại quân đánh Hàn vương Tín ở Bình Thành, nhờ công lao trên mà được phong hầu.
Năm 199 TCN, Lư Bãi Sư thụ phong Cung hầu (共侯), thực ấp 1.200 hộ. Đất phong nằm ở huyện Cung, quận Hà Nội.
Năm 177 TCN, nhân lúc Hán Văn đế đem quân chống trả Hung Nô, Tế Bắc vương Lưu Hưng Cư thừa cơ phát động phản loạn. Văn đế lấy Cức Bồ hầu Sài Vũ làm Đại tướng quân, chỉ huy bốn tướng quân Lư Khanh, Lư Bãi Sư, Ngụy Tốc, Triệu Tương Dạ đem quân bình định. Tế Bắc vương tuyệt vọng tự sát.
Năm 174 TCN, Lư Bãi Sư chết, thụy Trang hầu. Con trai Lư Đảng tập tước.

## Hậu duệ
- Lư Đảng (盧黨; ? - 166) hay Lữ Đảng (旅黨)[1], con trai của Lư Bãi Sư. Năm 173 TCN, tập tước Cung hầu. Năm 166 TCN, chết, thụy Huệ hầu.[2]
- Lư Thương (盧商; ? - 160) hay Lữ Cao (旅高)[1], con trai của Lư Đảng. Năm 165 TCN, tập tước Cung hầu. Năm 160 TCN, chết, thụy Hoài hầu, không có con trai, đất phong bị tước.[2]